# Cretamyzidae
Cretamyzidae es una familia extinta de insectos  en la superfamilia Aphidoidea del orden Hemiptera. Contiene un solo género, Cretamyzus, conocido de Cretáceo superior de Canadá. La especie tipo, C. pikei, fue descrita de ámbar del Upper Campanian Grassy Lake de Foremost Formation. Otro ejemplar fue encontrado en ámbar de Formación Dinosaur Park asociado con dientes de Prosaurolophus.